# Badajoz Airport
Badajoz Airport är en flygplats i Spanien.   Den ligger i provinsen Provincia de Badajoz och regionen Extremadura, i den sydvästra delen av landet, 300 km sydväst om huvudstaden Madrid. Badajoz Airport ligger 185 meter över havet.
Terrängen runt Badajoz Airport är platt, och sluttar norrut. Runt Badajoz Airport är det ganska tätbefolkat, med 83 invånare per kvadratkilometer. Närmaste större samhälle är Badajoz, 13,0 km väster om Badajoz Airport. Trakten runt Badajoz Airport består till största delen av jordbruksmark.